# Jan Zamojski
Jan Sariusz Zamojski (nebo Zamoyski, 19. března 1542, Skokówka – 3. června 1605, Zamošć) byl polský politik a vojevůdce, filolog, humanista, řečník a mecenáš.

## Životopis
Narodil se na zámku v Skokówce v Lublinském vojvodství. Jeho rodiči byli chełmský kastelán Stanisław Zamoyski a Anna Herburtová. Studoval na zahraničních univerzitách, v letech 1555 až 1559 byl pážetem na francouzském dvoře. Doktorát práva získal v Padově roku 1564. Během pobytu v zahraničí konvertoval z kalvinismu k římskému katolicismu. Po návratu do Polska se stal roku 1565 sekretářem polského krále Zikmunda II. Augusta, korunním podkancléřem 1576, velkým kancléřem koruny 1578 a velkým hejtmanem koruny 1581. Kromě toho zastával řadu dalších funkcí, zejména byl starostou Krakova v letech 1580–1585.
Byl po řadu let autorem zahraniční politiky polsko-litevského státu, Republiky obou národů, strůjcem jejích politických úspěchů. Významně se přičinil o to, že po smrti krále Zikmunda II. se stal králem Štěpán Báthory a sám se osvědčil jako vynikající diplomat i vojevůdce, zejména ve válkách polsko-ruských. Po smrti Bátoryho podporoval kandidaturu švédského krále Zikmunda Vasy, syna Kateřiny Jagellonské, a podporoval i jeho snahu vytvořit personální unii se Švédskem, což se mu v roce 1592 krátce podařilo. Roku 1602 Zamojski úspěšně bojoval v Livonsku, ale už od roku 1600 se dostával do sporu s králem Zikmundem, jehož chystané reformy chápal jako nastolení absolutní monarchie.
Zamoyski byl vzdělaný muž, který napsal v latině knihu o římské politice, obklopil se významnými učenci i umělci a v městě Zamośći, které roku 1580 založil, zřídil Akademii a knihovnu.

## Galerie

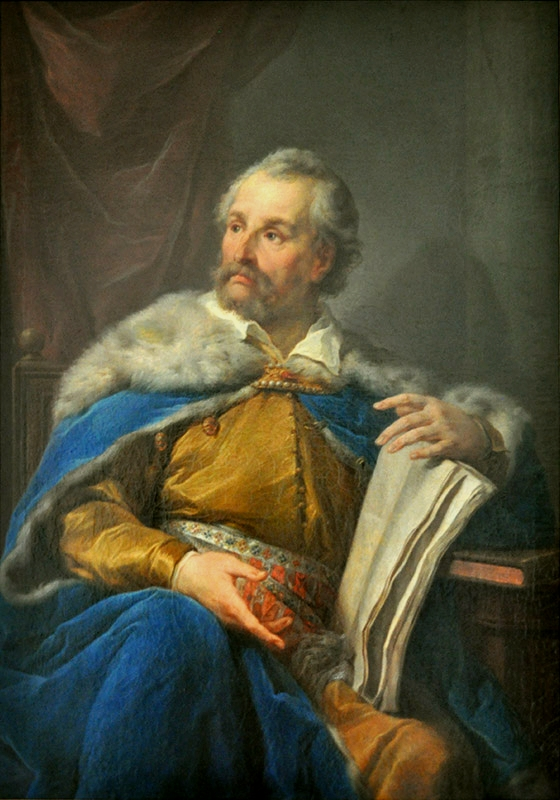
Bacciarelli, Marcello. Portrét Jana Zamojského.
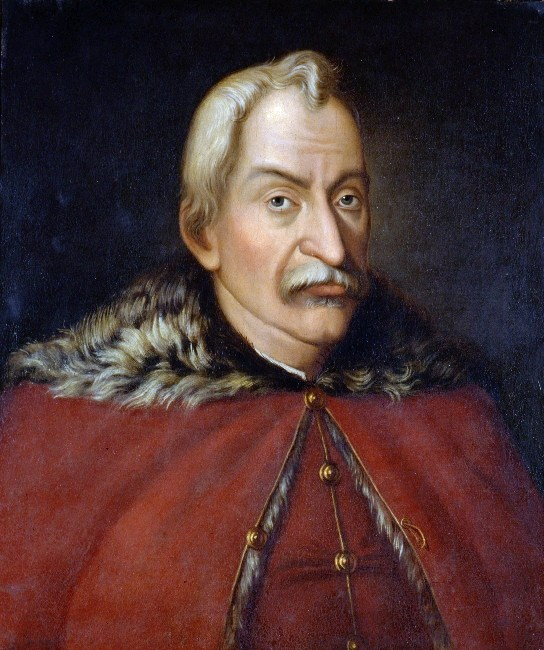
Jan Zamojski, portrét neznámého autora
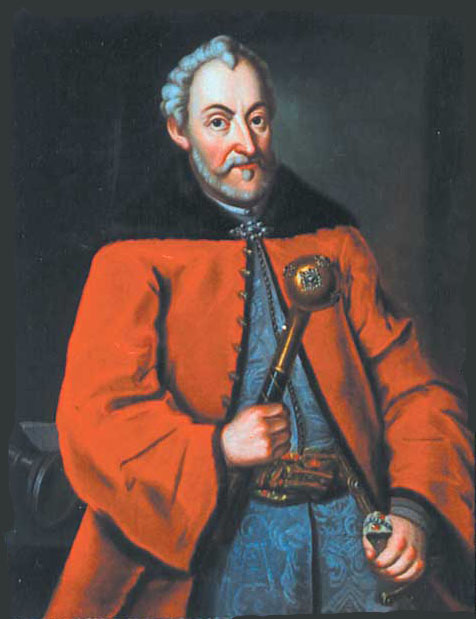
Jan Zamojski, portrét neznámého autora
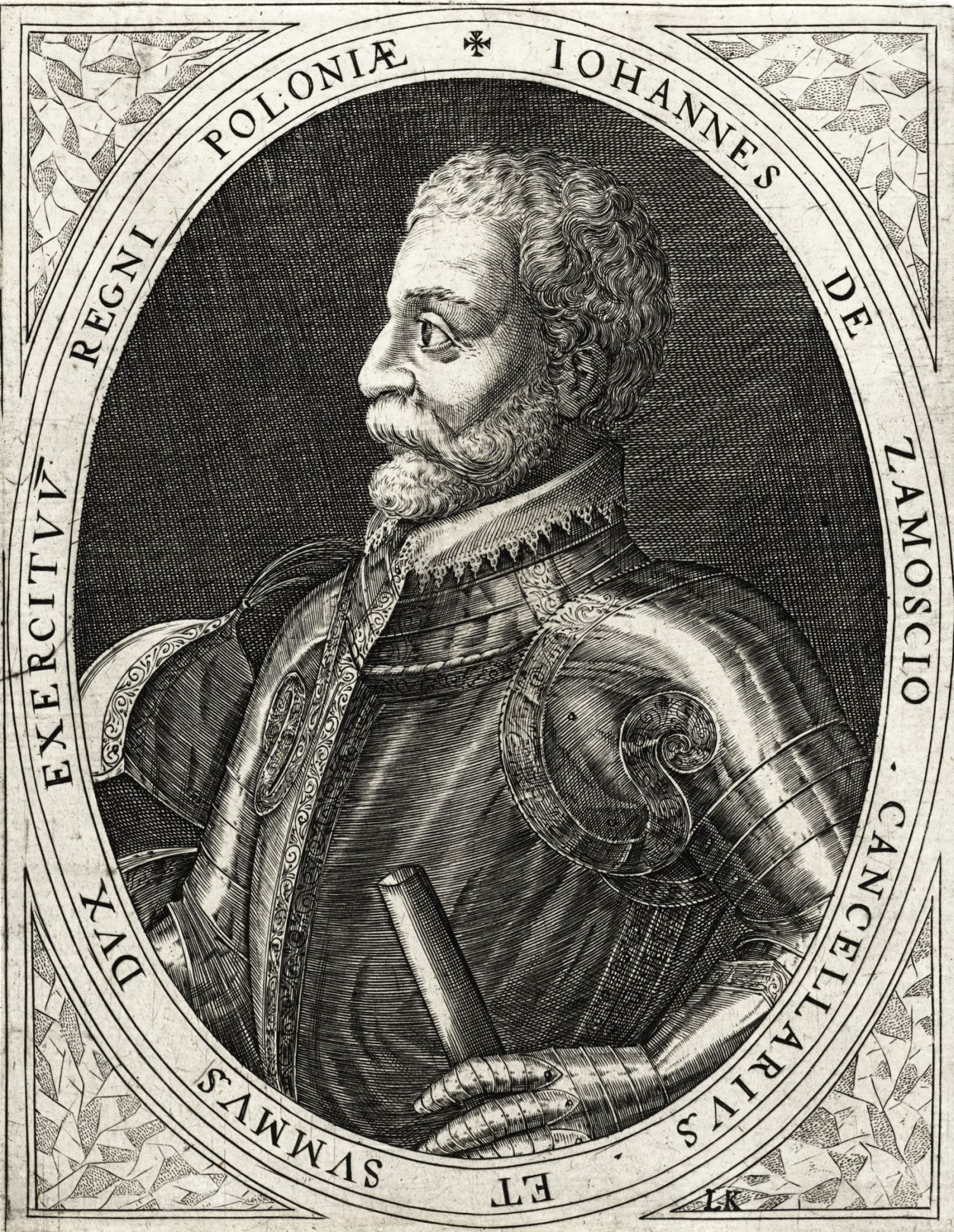
Custos, Dominicus. Jan Sariusz Zamoyski
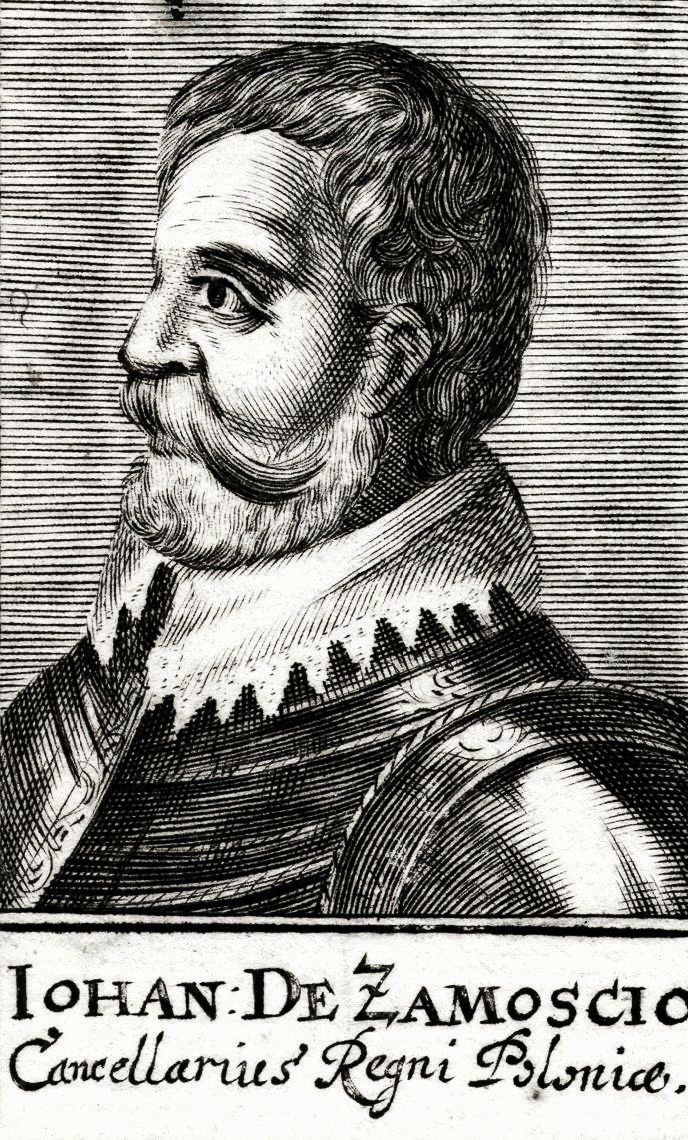
Jan Sariusz Zamoyski (Jan Zamojski), 1688